# شيمون زوركوسكي
شيمون زوركوسكي (مواليد 25 سبتمبر 1997) هو لاعب كرة قدم بولندي يلعب في مركز خط الوسط في نادي فيورنتينا.

## وصلات خارجية
- شيمون زوركوسكي على موقع الاتحاد الأوربي (الإنجليزية)
- شيمون زوركوسكي على موقع قاعدة بيانات كرة القدم.إي يو (الإنجليزية)
- شيمون زوركوسكي على موقع ناشيونال فوتبول تيمز (الإنجليزية)
- شيمون زوركوسكي على موقع Soccerway.com (الإنجليزية)
- شيمون زوركوسكي على موقع عالم كرة القدم.نت (الإنجليزية)